# Himalayacalamus asper
Himalayacalamus asper är en gräsart som beskrevs av Christopher Mark Adrian Stapleton. Himalayacalamus asper ingår i släktet Himalayacalamus och familjen gräs. Inga underarter finns listade i Catalogue of Life.

## Bildgalleri

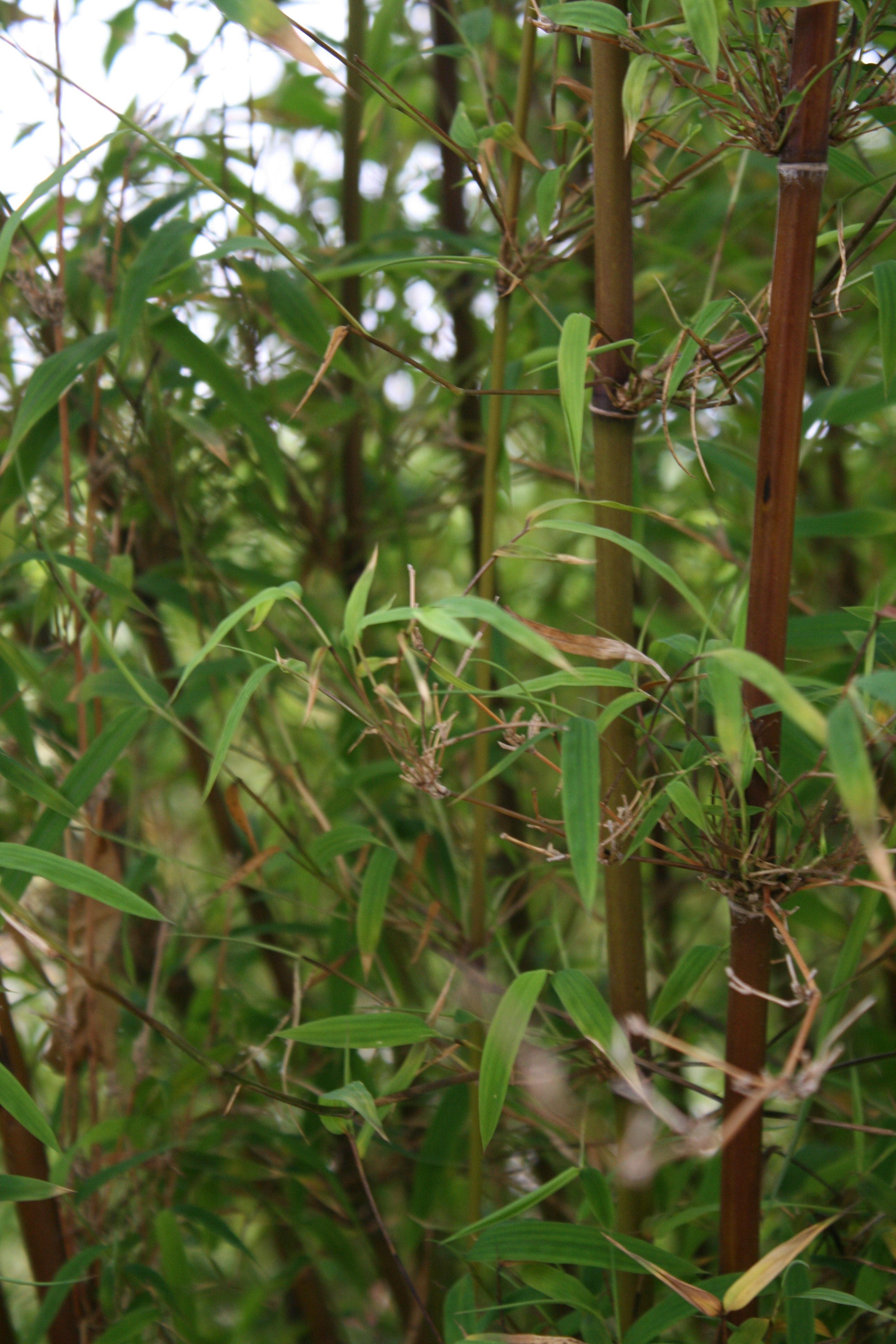